# Stylophora pistillata
Stylophora pistillata là một loài san hô trong họ Pocilloporidae. Loài này được Esper mô tả khoa học năm 1797.